# OpenCitations
El proyecto de Citas Abiertas en inglés es denominado OpenCitations fue establecido en el año 2010, es una organización que desarrolla infraestructura académica abierta para bibliografía y citas, dedicada a la publicación de datos de citas abiertas como datos abiertos vinculados utilizando tecnologías de la web semántica, lo que proporciona una alternativa a los índices de citas propietarios tradicionales. Este proyecto proyecto que tiene como objetivo publicar la información de las citas bibliográficas para que sean libres y abiertas en RDF para que estén disponibles en la base de datos de citas "OpenCitations Corpus".  OpenCitations busca una mayor participación activamente de los miembros de la comunidad académica mundial para como lo establece la Declaración de la misión de OpenCitations, que tiene como misión principal colaborar en el desarrollo  de infraestructura para la ciencia abierta global, su propósito es recopilar y publicar abiertamente metadatos precisos y completos que describan las publicaciones académicas del mundo y las citas académicas que las vinculan, y preservar el acceso continuo a esta información mediante un archivo seguro y de calidad que sea legible por humanos y por máquinas, interoperables, bajo licencias abiertas a sin costo y sin restricciones para el análisis y la reutilización de terceros.
Las citas bibliográficas acompañadas de su referencia constituyen enlaces  conceptuales direccionales de una entidad bibliográfica que cita a otra entidad bibliográfica citada, creada cuando el autor de un trabajo publicado reconoce otros trabajos en sus referencias bibliográficas, estos son uno de los tipos más fundamentales de metadatos bibliográficos.
Este proyecto es una de las seis organizaciones que participan en la iniciativa de citas abiertas (I4OC) que nació promovida por Dario Taraborelli de la Fundación Wikimedia junto con once académicos

### Importancia
Las citas abiertas son valiosas porque tienen varias aplicaciones en la investigación y la ciencia, que se basa principalmente en el uso de literatura especializada, veamos algunos:
- Facilitan la búsqueda, recuperación y reuso de la literatura académica.
- Promueven la ciencia abierta
- Son útiles para realizar análisis bibliométricos y cienciométricos[2]
- Aumentan la reproducibilidad de los análisis a gran escala al permitir la publicación de los datos de origen[7]

## Conjuntos de datos
CitasAbiertas publica conjuntos de datos que abarcan datos bibliográficos, metadatos de citas y datos de referencias en el texto. Se puede acceder a los conjuntos de datos a través de SPARQL, una API REST, como  archivo en Figshare, como entidades bibliográficas individuales, usando OSCAR (OpenCitations RDF Search Application) o Lucinda (The OpenCitations RDF Resource Browser).

### Corpus de citas abiertas
El OpenCitations Corpus ( OCC ) es un repositorio abierto de datos de citas académicas. El repositorio se publica bajo licencia del dominio público CC0 para garantizar que los datos de las citas académicas estén abiertos a todos.
Hasta el 19 de marzo de 2022, el OCC ha reunido las referencias de 326 743 recursos bibliográficos que citan y contienen información sobre 13 964 148 enlaces de citas a 7 565 367 recursos citados.

### Índices de citas abiertas
Los índices de OpenCitations son colecciones de citas, que tratan las citas como objetos de datos de primera clase que incluyen metadatos de citas, así como los identificadores de las obras citadas y citadas. Por ejemplo, COCI es el índice OpenCitations de citas abiertas DOI a DOI de Crossref. Una comparación de 2021 con otras herramientas de citas encontró que COCI tenía la cobertura más pequeña, y un estudio de 2020 encontró que el 54 % de los enlaces de citas en Web of Science también estaban en COCI.

### Corpus abierto de citas biomédicas en contexto
Open Biomedical Citations in Context Corpus ( CCC ) es una base de datos de citas que proporciona referencias en el texto, que amplía los registros de OpenCitations con información de citas biomédicas.